# Abū l-Faradsch al-Isfahānī
Abū l-Faradsch ʿAlī ibn al-Husain al-Quraschī al-Isfahānī (arabisch أبو الفرج علي بن الحسين القرشي الإصفهاني, DMG Abū l-Faraǧ ʿAlī bin al-Ḥusain al-Qurašī al-Iṣfahānī; geboren 897 in Isfahan; gestorben am 20. November 967 in Bagdad) war ein arabischer Historiker, Literat und Poet. Trotz seines Herkunftsnamens al-Isfahani („der Isfahaner“) war Abu l-Faradsch arabischer Herkunft und gehörte den Quraisch an. Er sympathisierte mit der Schia.

## Leben
Abu l-Faradsch studierte und lebte in Bagdad, verbrachte allerdings auch einige Zeit am Hof der Hamdaniden in Aleppo.

## Werke

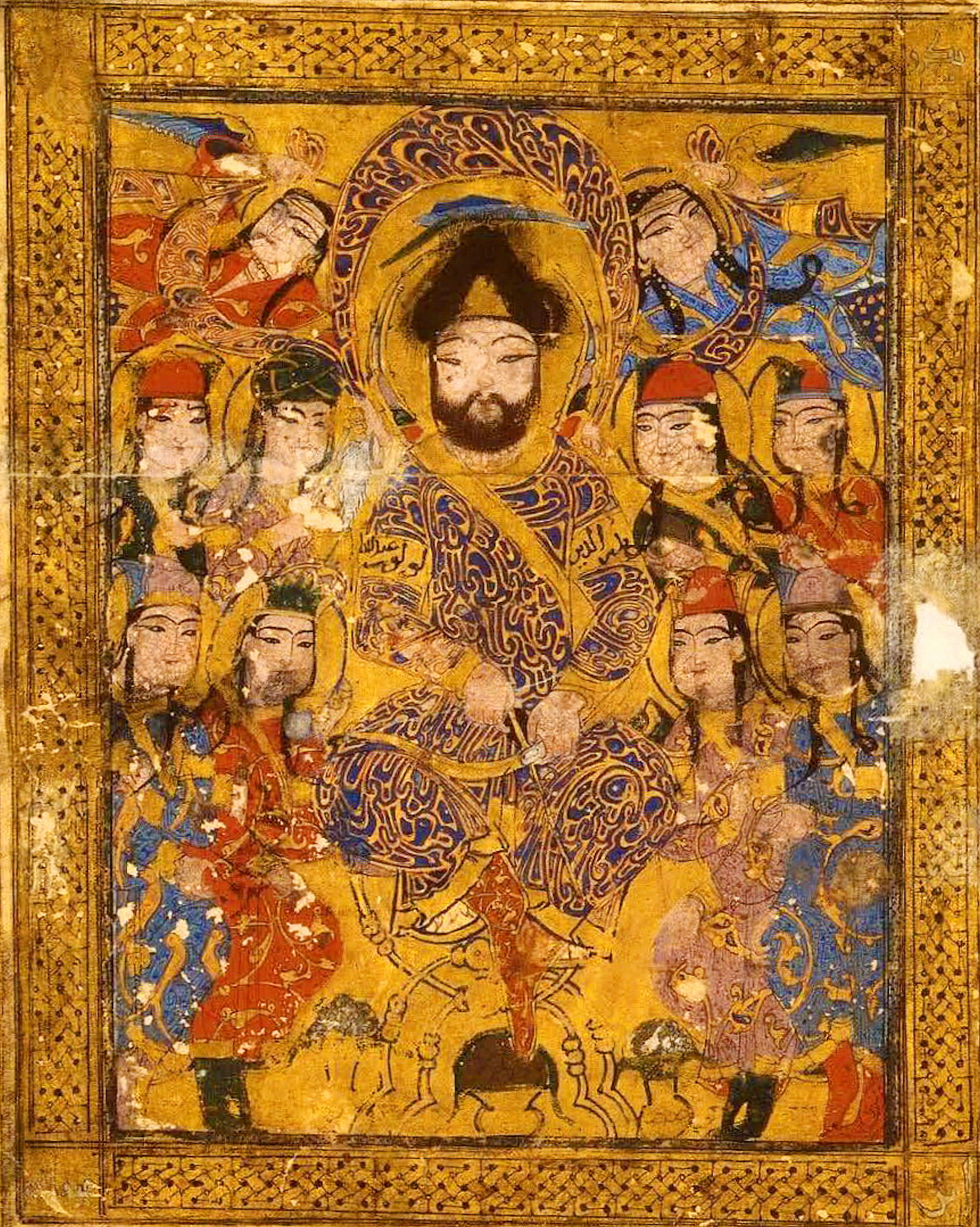
Illustration aus dem Buch der Lieder (Kitāb al-Aġānī)

- Kitāb al-Aġānī (كتاب الأغاني / ‚Das Buch der Lieder‘), eine Sammlung arabischer Gesänge mit reichhaltigen Informationen über arabische und persische Dichter, Sänger und andere Musiker vom 7. bis zum 10. Jahrhundert in den großen Städten wie Mekka, Damaskus, Isfahan, Rey, Bagdad und Basra. Das Buch der Lieder enthält ferner vielerlei Details über die alten arabischen Stämme und das Leben am Hof der Omayyaden und bietet des Weiteren einen Überblick über die gesamte arabische Zivilisation von der Dschahiliyya bis zu seiner eigenen Lebenszeit. Insgesamt verbrachte Abu l-Faradsch 50 Jahre seines Lebens mit der Erstellung dieses Werkes. Die erste gedruckte Ausgabe, die im Jahre 1868 erschien, umfasst 20 Bände. Digitalisat
- Maqātil aṭ-Ṭālibīyīn (مقاتل الطالبيين / ‚Die Kämpfe der Ṭālibiden‘), eine Sammlung von mehr als 200 Biographien von Nachfahren des Abū Tālib ibn ʿAbd al-Muttalib, die in der Zeit vom Auftreten des Propheten Mohammed bis zur Abfassung des Buches im Jahre 313 der Hidschra (= 925/926 u. Z.) auf unnatürliche Weise ums Leben kamen.[1]  Wie Abū l-Faradsch im Vorwort erklärt, hat er in sein Werk grundsätzlich nur diejenigen Nachfahren Abū Ṭālibs aufgenommen, die sich gegen die Regierung auflehnten und dabei getötet wurden, in Schlachten umkamen, hingerichtet oder vergiftet wurden, im „Untergrund“ lebten oder auf der Flucht gefasst wurden und in der Gefangenschaft starben.[2] Das Werk ist eine der wichtigsten Quellen für die Aliden-Aufstände der Umayyaden- und Abbasidenzeit und die Hauptquelle für das Treffen der Haschimiten, das nach der Ermordung des Umayyadenkalifen al-Walid II. in dem Ort al-Abwāʾ zwischen Mekka und Medina stattfand. Bei dieser Versammlung ließ der Alide ʿAbdallāh die Haschimiten seinem Sohn Muhammad an-Nafs az-Zakīya als neuem Mahdi den Treueid leisten.[3]
- Kitāb al-Imāʾ aš-šawāʿir (كتاب الإماء الشواعر / ‚Das Buch der Dichtersklavinnen‘), eine Sammlung von Berichten über dichtende Sklavinnen der Abbasidenzeit.

## Werkausgaben
- Qiyān – The Concubines (Kitāb al-Imāʾ aš-šawāʿir; كتاب الإماء الشواعر / ‚Das Buch der Dichtersklavinnen‘). Riad El-Rayyes Books Ltd., London 1989, ISBN 1-85513-020-3.

## Belege
1. ↑  Vgl. Günther 1991, 13.
2. ↑  Vgl. Günther 1991, 14.
3. ↑  Vgl. dazu Tilman Nagel: "Ein früher Bericht über den Aufstand von Muḥammad b. ʿAbdallāh im Jahr 145 h" in Der Islam 46 (1970) 227–262. Hier S. 258–262.